# Sous la menace
Sous la menace est un film français d’André Hugon, sorti en 1916.

## Fiche technique
- Réalisation : André Hugon
- Société de production : Les Films Succès
- Pays de production : France
- Format : Noir et blanc - Muet
- Date de sortie : 
  - France : 22 septembre 1916

## Distribution
- Mistinguett
- Marie-Louise Derval
- Jacques Volnys
- Henry Roussel